# 부얀트 우카 국제공항
부얀트 우카 국제공항(영어: Buyant-Ukhaa International Airport, 몽골어: Буянт-Ухаа олон улсын нисэх буудал, IATA: ULN, ICAO: ZMUB)은 몽골의 수도인 울란바토르에 있는 국제공항이다.
2021년 7월 4일에 신 공항이 개항하면서, 부얀트 우카 국제공항으로 개명하였다. 기존의 이름은 신 공항으로 이관되었다

## 같이 보기
- 몽골의 항공사 목록